# Теодоропулу, Авра
Авра Теодоропулу (греч. Αύρα Θεοδωροπούλου; 3 ноября 1880, Эдирне — 20 января 1963, Афины) — греческая пианистка, суфражистка и правозащитница. Создательница греческой организации Лига за права женщин (1920 год), возглавляла организацию до 1957 года.

## Ранние годы
Авра Дракопулу родилась 3 ноября 1880 в Адрианополе (Эдирне), Османская империя, в семье Елены и Аристомениса Дракопулосу, её отец был официальным консулом Греции в Турции. Её сестра Теони Дракопулу была известной поэтессой и актрисой. В детстве семья жила в Турции, затем некоторое время на Крите, после этого в Афинах. Окончив среднюю школу, Авра выучила английский, французский и немецкий языки. Во время Первой греко-турецкой войны была медсестрой-добровольцем.
В 1900 году окончила Афинскую консерваторию и в том же году познакомилась со Спиросом Теодоропулосом, который позже стал политиком и писателем, известным под псевдонимом Агис Терос. Они поженились в 1906 году.

## Рассвет
В 1910 году Теодоропулу получила серебряную медаль конкурса «Андреаса и Ифигения Сингросов» за мастерскую игру на фортепиано и была назначена преподавать историю музыки и игру на фортепиано в консерватории Афин. В этот ранний период своего творчества, во время поисков различных методов самовыражения, Теодоропулу написала минимум две пьесы. Одну под названием «Шанс или воля» (Τύχην ή θέλησιν) (1906), которая является полу биографической, и вторую «Сверкали искры» (Σπίθες που σβήνουν) в постановке которой в 1912 году была задействована актриса Марика Котопули.
В 1911 году она присоединилась к процессу создания Воскресной школы для работающих женщин (греч. Κυριακάτικο Σχολείο Εργατριών (KSE), организации, которая впервые в Греции требовала право на образование женщинам. Во время Первой Балканской войны она вернулась к волонтёрской работы медицинской сестрой и была отмечена медалью Греческого Красного Креста, медалью Королевы Ольги, медалью Первой Балканской войны и медалью (второй) Греко-Болгарский войны.
В 1918 году. Теодоропулу была одной из основательниц организации «Сёстры солдат» (греч. Αδελφή του Στρατιώτη) ассоциации, созданной для решения социальных вопросов, вызванных войной, и предоставления женщинам активных средств гражданского воздействия. Организация имела целью поощрять женщин и оказывать им содействие в реализации гражданских и политических правах. В следующем году она оставила Афинскую консерваторию и начала преподавать в Греческой консерватории. В 1920 году Теодоропулу вместе с Розой Имвриоти, Марией Негрепонте, Агни Русопулу, Марией Сволу и другими феминистками создали Лигу за права женщин (Σύνδεσμος για τα Δικαιώματα της Γυναίκας) и искала ассоциации с Международным альянсом избирательного права женщин (IWSA). Сначала организация была одной из наиболее динамичных греческих феминистских организаций. В 1920 году она подала резолюцию греческому правительству с требованием устранения юридических неровностей, запрещающие женщинам голосовать. Вскоре Теодоропулу стала президентом Лиги и оставалась ею до 1958 года, за исключением военного времени, когда организация была запрещена.
В 1923 году Теодоропулу выпустила журнал Лиги «Борьба женщины» (Αγώνας της Γυναίκας) и участвовала в 9-й конференции IWSA, состоявшейся в Риме. Она стала членом правления IWSA и была им до 1935 года. На конференции IWSA в Бухаресте Теодоропулу удостоилась медали короля Александра I. Созданная ею международная организация «Маленькая женская Антанта» объединяла феминисток из Чехословакии, Греции, Польши, Румынии и Югославии. Теодоропулу занимала должность президента греческого отделения организации с 1925 по 1927 год.

## Поздняя карьера
В 1936 году Теодоропулу оставила Греческую консерваторию и начала преподавать в Национальной консерватории. В 1936 году, когда генерал Иоаннис Метаксас возглавил Грециею, он прекратил деятельность женских организации. Во время Второй мировой войны феминистки направили свою деятельность на поддержку Движения Сопротивления против оккупации и Теодорополу, как и во время других военных конфликтов, пошла добровольцем на фронт как медсестра. В 1946 году она стала президентом вновь созданной Всегреческой федерации женщин (греч. Πανελλαδική Ομοσπονδία Γυναικών) (POG), которая была создана для объединения всех женских организаций Греции. Федерация организовала конференцию, которая состоялась в мае 1946, на которой 671 делегат собрался в Афинах. Вскоре в Греции началась Гражданская война, и Теодоропулу подала в отставку с поста главы организации, так как считала, что женское движение должно быть беспартийным.
После завершения гражданской войны Теодоропулу возобновила своё участие в конференциях IWSA, посещая конференции, проведённые в Амстердаме (1949), Стокгольме (1951), Неаполе (1952), Коломбо (1955), Копенгагене (1956) и Афинах (1958).
В 1952 году Греческие женщины получили право быть полноценными участниками национальных выборов.
Закончила преподавательскую деятельность в 1957 году, а в 1958 году прекратила свою деятельность в Лиге за права женщин. В последующие годы она работала музыкальным критиком, публиковала в газетах и журналах. Умерла Теодоропулу в Афинах 20 января 1963 года.